# Orenchi no furo jijō
Orenchi no furo jijō (オレん家のフロ事情? lett. "Le circostanze della mia vasca da bagno") è un manga yonkoma scritto e disegnato da Itokichi, serializzato sul Monthly Comic Gene della Media Factory dal numero di luglio 2011. Un adattamento anime, prodotto dalla Asahi Production, è stato trasmesso in Giappone tra il 6 ottobre e il 29 dicembre 2014.

## Trama
Tatsumi è un liceale che vive da solo e che un giorno, passando vicino a un fiume, vede un tritone svenuto a riva. Dopo averlo soccorso e portato nella sua vasca da bagno, Tatsumi scopre però che il suo nuovo ospite, Wakasa, è un tipo leggermente egocentrico che non ha nessuna intenzione di andarsene.

## Personaggi

Tatsumi e Wakasa nella vasca da bagno

Tatsumi (龍己?)
Doppiato da: Nobunaga Shimazaki
Uno studente liceale che trova Wakasa mentre si sta essiccando sulla riva di un fiume e che se lo porta a casa con sé, credendo sia ferito. Rimane scioccato nello scoprire che egli è in realtà un tritone, ma decide di farlo rimanere lo stesso nella sua vasca da bagno. Pur essendo un ragazzo piuttosto timido e riservato, col passare del tempo si abitua alla compagnia di Wakasa e dei suoi amici.
Wakasa (若狭?)
Doppiato da: Yūichirō Umehara
Un tritone che viveva in un fiume fortemente inquinato e che, dopo aver sentito delle voci circa l'avvistamento di una sirena in zona, aveva deciso di cambiare luogo in cui vivere. Viene trovato svenuto a riva da Tatsumi, il quale lo ospita nella sua vasca da bagno confortevole e pulita.
Takasu (鷹巣?)
Doppiato da: Tatsuhisa Suzuki
Un octopus che fa spesso visita a Wakasa e che sembra essere suo amico da prima che Tatsumi lo incontrasse. Ama infilarsi in luoghi stretti e bui come la lavatrice di Tatsumi.
Kasumi (霞?)
Doppiata da: Ibuki Kido
La sorella minore di Tatsumi. È molto affezionata a suo fratello e considera Wakasa un suo rivale.
Mikuni (三国?)
Doppiato da: Natsuki Hanae
Una medusa che può dividersi in tante sue versioni più piccole e che può generare scariche elettriche.
Maki (真木?)
Doppiato da: Kenjirō Tsuda
Una lumaca di mare che viene salvata da Tatsumi da alcuni bambini. Di solito ha una personalità molto negativa ed autoironica, ma con un po' di gentilezza diventa facilmente luminosa e felice.
Agari (安賀里?)
Un grosso squalo che si diceva fosse stato il modello del film "Lo squalo". Viene chiamato senpai da Wakasa poiché gli squali sono considerati tra i pesci i più importanti. Sebbene abbia un aspetto spaventoso, egli è in realtà piuttosto timido: si nasconde sempre sott'acqua perché è troppo nervoso per parlare, in quanto di solito appena apre bocca e mostra i denti finisce per spaventare le persone. Di conseguenza usa il linguaggio del corpo per comunicare.
Gorōmaru (五郎丸?)
Una stella marina che conosce Wakasa da poco. Le piacciono i bambini ed ha un corpo molto appiccicoso.
Sōsuke (聡介?)
Un amico e compagno di classe di Tatsumi che non è a conoscenza del fatto che egli viva con un tritone.
Paperina (アヒルちゃん?, Ahiru-chan)
Doppiato da: Yoshihisa Kawahara
Una paperella di gomma che galleggia nella vasca da bagno di Tatsumi e che ricopre il ruolo di narratrice nell'anime.

## Media

### Manga
Il manga, scritto e disegnato da Itokichi, ha iniziato la serializzazione sul numero di luglio 2011 della rivista Monthly Comic Gene della Media Factory. Il primo volume tankōbon è stato pubblicato il 27 marzo 2012 e al 26 agosto 2017 ne sono stati messi in vendita in tutto sette.

#### Volumi
| Nº | Data di prima pubblicazione               | Data di prima pubblicazione                                                              | Data di prima pubblicazione |
| Nº | Giapponese                                | Giapponese                                                                               |                             |
| -- | ----------------------------------------- | ---------------------------------------------------------------------------------------- | --------------------------- |
| 1  | 27 marzo 2012                             | ISBN 978-4-8401-4448-3                                                                   |                             |
| 2  | 27 ottobre 2012                           | ISBN 978-4-8401-4745-3                                                                   |                             |
| 3  | 27 maggio 2013                            | ISBN 978-4-8401-5065-1                                                                   |                             |
| 4  | 27 maggio 2014                            | ISBN 978-4-04-066553-5                                                                   |                             |
| 5  | 27 settembre 2014                         | ISBN 978-4-04-066864-2                                                                   |                             |
| 6  | 27 ottobre 2015 (ed. regolare & limitata) | ISBN 978-4-04-067833-7 (ed. regolare) ISBN 978-4-04-067549-7 (ed. limitata con drama-CD) |                             |
| 7  | 26 agosto 2017                            | ISBN 978-4-04-068583-0                                                                   |                             |

### Anime
La serie televisiva anime, prodotta dalla Asahi Productions e diretta da Sayo Aoi, è andata in onda dal 6 ottobre al 29 dicembre 2014. La sigla di apertura è Chimeishō (致命傷? lett. "Ferita fatale") dei Matenrō Opera.

#### Episodi
| Nº | Titolo italiano (traduzione letterale) Giapponese 「Kanji」 - Rōmaji                                                           | In onda          | In onda |
| Nº | Titolo italiano (traduzione letterale) Giapponese 「Kanji」 - Rōmaji                                                           | Giapponese       |         |
| 1  | Le strane circostanze della mia vasca da bagno 「ウチのフロの特殊な事情」 - Uchi no furo no tokushuna jijō                     | 6 ottobre 2014   |         |
| 2  | Le dure circostanze delle mie finanze 「オレん家の切実な家計事情」 - Orenchi no setsujitsuna kakei jijō                        | 13 ottobre 2014  |         |
| 3  | Le circostanze degli amici di Wakasa - Capitolo di Takasu 「若狭のトモダチ事情・鷹巣編」 - Wakasa no tomodachi jijō Takasu-hen | 20 ottobre 2014  |         |
| 4  | Le circostanze degli amici di Wakasa - Capitolo di Mikuni 「若狭のトモダチ事情・三国編」 - Wakasa no tomodachi jijō Mikuni-hen | 27 ottobre 2014  |         |
| 5  | Le circostanze del nostro Halloween casalingo 「オレん家のハロウィン事情」 - Orenchi no Harowin jijō                           | 3 novembre 2014  |         |
| 6  | Le circostanze delle mie bolle 「オレん家の泡事情」 - Orenchi no awa jijō                                                      | 10 novembre 2014 |         |
| 7  | Le circostanze di mia sorella 「オレん家の兄妹事情」 - Orenchi no kyōdai jijō                                                  | 17 novembre 2014 |         |
| 8  | Le circostanze delle tendenze popolari dell'uomo moderno 「いまどき男子の流行事情」 - Imadoki danshi no hayari jijō            | 24 novembre 2014 |         |
| 9  | Le mie circostanze di nudo 「ハダカのお付き合い事情」 - Hadaka no otsukiai jijō                                                | 1º dicembre 2014 |         |
| 10 | Le circostanze degli amici di Wakasa - Capitolo di Maki 「若狭のトモダチ事情・真木編」 - Wakasa no tomodachi jijō Maki-hen     | 8 dicembre 2014  |         |
| 11 | Le circostanze dei sette aromi della mia vasca da bagno 「オレん家のフロ事情☆七変化」 - Orenchi no furo jijō ☆ nana henka      | 15 dicembre 2014 |         |
| 12 | Le circostanze di Wakasa a casa da solo 「若狭のおるすばん事情」 - Wakasa no orusuban jijō                                     | 22 dicembre 2014 |         |
| 13 | Le circostanze del lavoro di Wakasa 「若狭のおしごと事情」 - Wakasa no oshigoto jijō                                           | 29 dicembre 2014 |         |